# Manuel Gräfe
Manuel Gräfe (Berlin, 1973. szeptember 21. –) német nemzetközi labdarúgó-játékvezető. Polgári foglalkozása sporttudományi munkatárs.

## Pályafutása

### Nemzeti játékvezetés
A játékvezetésből 1990-ben Berlinben vizsgázott. A Berlini Labdarúgó-szövetség által üzemeltetett labdarúgó bajnokságokban kezdte sportszolgálatát. A Német Labdarúgó-szövetség (DFB) Játékvezető Bizottságának (JB) minősítésére 1999-ben országos, 2001-től a 2. Bundesliga, majd 2004-től a Bundesliga bírója. Küldési gyakorlat szerint rendszeres 4. bírói szolgálatot is végez. 2001–2015 között 2. Ligás mérkőzéseinek száma: 101.  Bundesliga mérkőzéseinek száma: 188 (2015. október 3.).

#### Nemzeti kupamérkőzések
Vezetett kupadöntők száma: 2.

##### Német labdarúgókupa
| Időpont         | Helyszín                 | Mérkőzés típusa | Mérkőzés                        | Eredmény | Nézők száma |
| --------------- | ------------------------ | --------------- | ------------------------------- | -------- | ----------- |
| 2013. június 1. | Olimpiai Stadion, Berlin | döntő           | FC Bayern München–VfB Stuttgart | 3 – 2    | 74 420      |

##### Német labdarúgó-szuperkupa
| Időpont            | Helyszín               | Mérkőzés típusa | Mérkőzés                        | Eredmény | Nézők száma |
| ------------------ | ---------------------- | --------------- | ------------------------------- | -------- | ----------- |
| 2010. augusztus 7. | Impuls Arena, Augsburg | döntő           | FC Bayern München–FC Schalke 04 | 2 – 0    | 30 662      |

### Nemzetközi játékvezetés
Nemzetközi minősítése előtt 2005-ben a Dél-koreai labdarúgó-szövetség felkérésére a K-League bajnokságban több mérkőzést vezetett. A Német labdarúgó-szövetség JB terjesztette fel nemzetközi játékvezetőnek, a Nemzetközi Labdarúgó-szövetség (FIFA) 2007-től tartja nyilván bírói keretében. A FIFA JB központi nyelvei közül a németet és az angolt beszéli. Több nemzetek közötti válogatott, valamint Intertotó-kupa, UEFA-kupa, Európa-liga és UEFA-bajnokok ligája klubmérkőzést vezetett, működő társának 4. bíróként segített. Az UEFA JB besorolása szerint 2010-től elit kategóriás bíró. A német nemzetközi játékvezetők rangsorában, a világbajnokság-Európa-bajnokság sorrendjében többedmagával a 15. helyet foglalja el 7 (2014) találkozó szolgálatával. Válogatott mérkőzéseinek száma: 12 (2014).

#### Labdarúgó-világbajnokság
A 2014-es labdarúgó-világbajnokságon a FIFA JB játékvezetőként alkalmazta. Selejtező mérkőzéseket az UEFA zónában vezetett.
| Időpont              | Helyszín                           | Mérkőzés típusa           | Mérkőzés           | Eredmény | Nézők száma |
| -------------------- | ---------------------------------- | ------------------------- | ------------------ | -------- | ----------- |
| 2013. március 23.    | GSP Stadion, Nicosia               | előselejtező (E. csoport) | Ciprus–Svájc       | 0 – 0    | 2045        |
| 2013. június 7.      | Központi Stadion, Podgorica        | előselejtező (H. csoport) | Montenegró–Ukrajna | 0 – 4    | 11 996      |
| 2013. szeptember 10. | Petrovszkij Stadion, Szentpétervár | előselejtező (F. csoport) | Oroszország–Izrael | 3 – 1    | 21 107      |

#### Labdarúgó-Európa-bajnokság
A 2009-es U19-es labdarúgó-Európa-bajnokságon az UEFA JB bíróként foglalkoztatta.
| Időpont          | Helyszín                     | Mérkőzés típusa              | Mérkőzés                    | Eredmény |
| ---------------- | ---------------------------- | ---------------------------- | --------------------------- | -------- |
| 2009. július 21. | Metalurh Stadion, Doneck     | csoportmérkőzés (A. csoport) | Anglia–Svájc                | 1 – 1    |
| 2009. július 27. | Illicsivec Stadion, Mariupol | csoportmérkőzés (B. csoport) | Spanyolország–Franciaország | 0 – 1    |
| 2009. július 30. | Illicsivec Stadion, Mariupol | egyik elődöntő               | Szerbia–Ukrajna             | 1 – 3    |

---
A 2012-es labdarúgó-Európa-bajnokságon, valamint a 2016-os labdarúgó-Európa-bajnokságon az UEFA JB játékvezetőként foglalkoztatta.

##### 2012-es labdarúgó-Európa-bajnokság
| Időpont             | Helyszín                   | Mérkőzés típusa           | Mérkőzés                                | Eredmény | Nézők száma |
| ------------------- | -------------------------- | ------------------------- | --------------------------------------- | -------- | ----------- |
| 2010. október 12.   | Wembley Stadion, London    | előselejtező (G. csoport) | Anglia–Montenegrói labdarúgó-válogatott | 0 – 0    | 73 451      |
| 2011. szeptember 6. | Olimpiai Stadion, Helsinki | előselejtező (E. csoport) | Finnország–Hollandia                    | 0 – 2    | 21 580      |
| 2011. október 7.    | Windsor Park, Belfast      | előselejtező (C. csoport) | Észak-Írország–Észtország               | 1 – 2    | 12 604      |

##### 2016-os labdarúgó-Európa-bajnokság
| Időpont           | Helyszín                  | Mérkőzés típusa           | Mérkőzés                           | Eredmény | Nézők száma |
| ----------------- | ------------------------- | ------------------------- | ---------------------------------- | -------- | ----------- |
| 2014. október 13. | Központi Stadion, Cardiff | előselejtező (B. csoport) | Wales–Ciprusi labdarúgó-válogatott | 2 – 1    | 21 273      |

## Sportvezetőként
2000-től irányítja Berlin Steglitz–Zehlendorf elővárosában a Játékvezető Bizottságot.

## Szakmai sikerek
A 2010/2011-es szezonban a DFB JB-től az Év játékvezetője címet kapta.